# Bifurcaria
Bifurcaria es un género de algas marrones encontradas en aguas norteamericanas y europeas pedregosas y pozas de marea del océano Atlántico. Una de sus especies también se puede encontrar en las orillas de las islas Galápagos en el océano Pacífico.

## Especies
- Bifurcaria bifurcata
- Bifurcaria galapagensis
- Bifurcaria rotunda

## Usos
Bifurcaria es la única fuente de diterpenoides que pueden resultar beneficiosos desde el punto de vista farmacéutico.
En uno estudio preliminar, un extracto de Bifurcaria bifurcata frenó la proliferación de células cancerígenas.